# 福井テレメッセージ
福井テレメッセージ株式会社（ふくいテレメッセージ）は、かつて1980年代後半から1990年代にかけて福井県をサービスエリアとしてポケットベルなどの事業を行っていた企業。

## 概要
福井県に本社を置く三谷商事、福井放送、福井テレビといった企業が中心となって設立され、本社は三谷商事の本社ビル内に置かれた。
当時はテレメの通称で知られ、1990年代中盤の爆発的なポケベル人気の中でNTTドコモと並んで加入者を急増させたが、その後ポケベル人気の中核をなしていた高校生から20代前半の若者らが携帯電話やPHSに急速に移行したことから基地局などの通信設備が過剰となり、その減価償却などに苦しむこととなった。

## 沿革
- 代表取締役社長　木村浩直
- 1986年12月16日 設立
- 1987年7月24日 第一種電気通信事業許可[1]
- 1988年3月1日 開業[1][2]
- 2000年5月31日 解散を定時株主総会で決議[3]

## 通信端末
詳細はテレメッセージ内の通信端末を参照のこと。